# 大牟田市立宅峰中学校
大牟田市立宅峰中学校（おおむたしりつたくほうちゅうがっこう）は、福岡県大牟田市に所在する公立中学校。

## 所在地
- 福岡県大牟田市右京町1番地

## 沿革
- 2015年（平成27年） - 大牟田市立右京中学校・大牟田市立船津中学校・大牟田市立延命中学校の統廃合により、旧延命中学校跡地に開校
- 2016年（平成28年） - 旧右京中跡地に校舎・体育館・プールが完成し、落成式が行われる
- 2024年（令和6年）4月1日 - 大牟田市立松原中学校敷地内に夜間学級であるほしぞら分校を設置

## 通学区域
- みなと小学校区
- 天領小学校区
- 大牟田中央小学校区[1]